# Nausts von Backiskaill
Die Nausts von Backiskaill auf der Orkneyinsel Papa Westray liegen an der Küste über der alten Mole (englisch jetty) von Backiskaill. Sie sind eine Reihe zusammenhängender Nausts, die aus Rasen und aufrechten Platten erstellt wurden. Sie sind 2,0 bis 2,5 m breit und bis zu 5,5 m lang. Die drei nördlichen Bootshäuser öffnen zum Strand und Winden stehen an den Kopfseiten von zweien. Die drei südlichen sind verkürzt und liegen mit ihren Böden 0,5 m über dem Strand.
Im Süden befindet sich ein kleiner durch Erosion freigelegter Køkkenmødding aus Napfschneckenschalen (englisch limpet).